# منزل السوق (السياني)

تعديل مصدري - تعديل

منزل السوق هي إحدى قرى عزلة الدامغ بمديرية السياني التابعة لمحافظة إب، بلغ تعداد سكانها 991 نسمة حسب تعداد اليمن لعام 2004.